# Mazagran

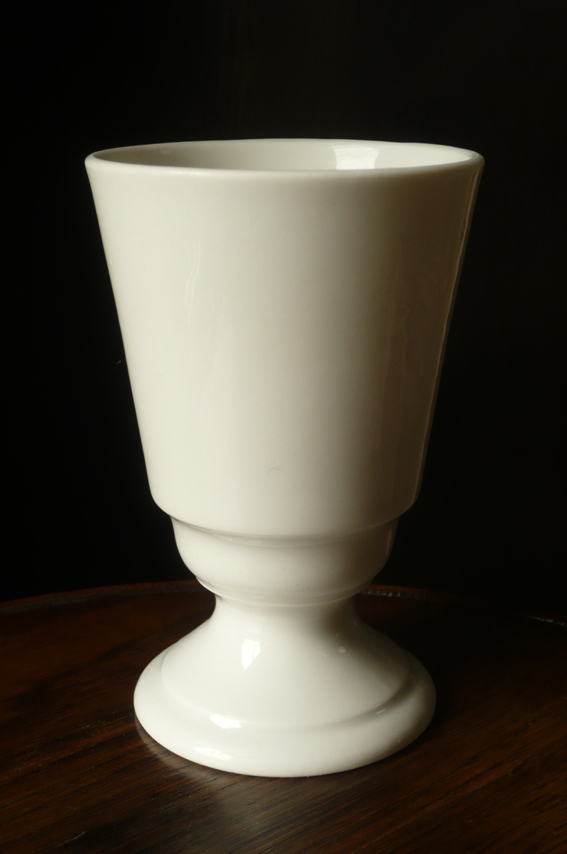
Pahar de faianță Mazagran

Mazagran este un fel de pahar utilizat de obicei pentru cafea, care este numit după orașul Mazagran din Algeria.

## Prezentare
În anul 1840 a avut loc la Mazagran o luptă între soldații francezi și algerieni și legenda spune că în timpul nopții, cei 123 de soldați francezi asediați au băut cafea amestecată cu băuturi alcoolice. Este un pahar sau o cană cu un picior, care are opțional, de asemenea, o toartă. Recipientele Mazagran pot fi realizate din teracotă, porțelan sau sticlă.
Băuturile pe bază de cafea (de exemplu: cafea cu gheață) servite în mazagran sunt, uneori, denumite mazagran. Mazagran a fost, de asemenea, nume unei băuturi carbogazoase pe bază de cafea produsă în colaborare de Starbucks și Pepsi la mijlocul anilor 1990, dar care nu a avut succes la public.